# Nicola Murru
Nicola Murru, född 16 december 1994 i Cagliari, är en italiensk fotbollsspelare som spelar för italienska Sampdoria.

## Karriär
Den 17 september 2020 lånades Murru ut till Torino på ett låneavtal över säsongen 2020/2021.